# Anthela ferruginosa
Anthela ferruginosa is een vlinder uit de familie Anthelidae. De soort is endemisch voor Australië. De waardplanten van deze soort komen uit de grassenfamilie. De spanwijdte is rond de vier centimeter.
Naast de nominale ondersoort A. ferruginosa ferruginosa onderkent men de ondersoort Anthela ferruginosa minuta (Swinhoe, 1892), die een vaalgele grondkleur heeft.